# Sciomyza acuticornis
Sciomyza acuticornis är en tvåvingeart som beskrevs av Joseph Waltl 1837. Sciomyza acuticornis ingår i släktet Sciomyza och familjen kärrflugor.
Artens utbredningsområde är Tyskland. Inga underarter finns listade i Catalogue of Life.